# Halcurias pilatus
Halcurias pilatus är en havsanemonart som beskrevs av McMurrich 1893. Halcurias pilatus ingår i släktet Halcurias och familjen Halcuriidae. Inga underarter finns listade i Catalogue of Life.